# Andrea Corno
Andrea Corno (Milano, 16 aprile 1937 – Como, 7 luglio 2007) è stato un editore italiano, fondatore con Max Bunker della Editoriale Corno.

## Carriera
Impiegato di banca, negli anni cinquanta conobbe Luciano Secchi, in arte Max Bunker, che lo coinvolse nella passione verso il fumetto. Dal loro connubio nacque prima la Edizioni Serpente Volante, che nel 1960 cambiò nome in Editoriale Corno. La casa editrice riscuote un grande successo soprattutto importando le avventure dei supereroi Marvel Comics a partire dall'inizio degli anni settanta; la crescita dell'azienda è costante, fino ai primi anni ottanta, quando una crisi finanziaria porta alla scissione della coppia. Corno fonderà nel 1985 la Garden Editoriale, riprendendo la pubblicazione di due collane storiche dell'Editoriale Corno: Guerra d'eroi e Comics Box De Luxe (collana incentrata sul personaggio di Andy Capp).
Muore di cancro nel 2007.

## Fonti
- Fondazione Franco Fossati, su lfb.it.